# Рождественський Всеволод Олександрович
Рождественський Всеволод Олександрович (1895—1977) — російський радянський поет і перекладач, журналіст, військовий кореспондент. На початку 1920-х років входив в число «молодших» акмеїстів.

## Біографія
Народився 29 березня (10 квітня) в Царському Селі (нині Пушкін). Батько, Олександр Васильович (1850—1913), викладав з 1878 по 1907 роки Закон Божий у Царськосільській гімназії, де Всеволод почав вчитися.
У 1907 році сім'я була змушена переїхати в Санкт-Петербург. Закінчивши 1-у петербурзьку класичну гімназію, в 1914 році він вступив на історико-філологічний факультет Петербурзького університету, навчання перервала війна.
У 1915 році був призваний в армію, зарахований в Запасний електротехнічний батальйон рядовим. У 1917 отримав звання прапорщика інженерних військ. У серпні 1919 року вступив добровольцем в Навчально-дослідний мінний дивізіон Червоної армії. Демобілізувавшись в кінці 1924 року, повернувся в університет, який закінчив в 1926 році; одночасно відвідував Державний інститут історії мистецтв.
У 1920—1924 роках — секретар Петроградського відділення Всеросійського союзу поетів.

У 1920 прийнятий в третій «Цех поетів», впливом поетики акмеїзму відзначені його збірки «Літо» і «Золоте веретено» (обидва 1921). Найбільшою мірою розробляв «екзотичну» лінію акмеїзму, висхідну до М. С. Гумільова: його вірші початку 1920-х років в достатку населені мандрівниками, піратами, корсарами, санкюлотами і тому подібними персонажами. У той же час йому, на думку критиків, добре вдавалася і пейзажна лірика, що оспівує (зовсім не в акмеїстичному дусі) мирні радості сільського життя і безтурботної любові. У другій половині 1920-х років входив в творче об'єднання ленінградських письменників «Співдружність» (разом з М. Брауном, М. Коміссаровою, Б. Лавреньовим та іншими).

Влітку 1927 гостював у Максиміліана Волошина в Коктебелі.
В кінці 1920-х — початку 1930-х років багато подорожував по країні, в складі літературних бригад відвідав найбільші будівництва Першої п'ятирічки, що знайшло відображення в його творчості.
Учасник німецько-радянської війни. З перших днів — у народному ополченні. Працював кореспондентом в газетах «На захист Ленінграда», «Ленінградська правда», «Ленінський шлях». Брав участь у прориві блокади Ленінграда.